# Gran Premio del Belgio 1972
Il Gran Premio del Belgio 1972, XXX Grote Prijs van Belgie, e quinta gara del campionato di Formula 1 del 1972, si è disputato il 4 giugno sul circuito di Nivelles ed è stato vinto da Emerson Fittipaldi su Lotus-Ford Cosworth.

## Partecipanti
Rispetto al precedente Gran Premio, il campo partenti subisce le seguenti modifiche:
La novità maggiore riguarda la Tyrrell che si vede costretta a rinunciare al campione del mondo Jackie Stewart a causa di un'ulcera allo stomaco.
La Ferrari iscrive una terza macchina per Andretti il quale però decide di non partecipare e di restare negli USA.
Alla McLaren torna Revson al posto di Redman.
La BRM iscrive ben 6 vetture: oltre alle cinque già iscritte a Monaco se ne aggiunge una sesta per il debuttante australiano Vern Schuppan. In compenso Wisell non corre per via di una ferita alla mano subita in occasione della Gold Cup della settimana prima. Schuppan non riuscirà tuttavia a prendere parte alla gara per via di un incidente occorso a Gethin che prende quindi la macchina di Marko, il quale a sua volta prende la macchina dell'australiano.
Alla Brabham torna in azione Reutemann; ciononostante il team manager Bernie Ecclestone decide di schierare una terza vettura per continuare a far correre Wilson Fittipaldi.
La Tecno riesce finalmente a schierare una monoposto per Nanni Galli che riesce a prendere parte alla gara. Purtroppo per Derek Bell, iscritto ancora una volta con la squadra italiana, la vettura non è pronta e non può scendere in pista.

## Qualifiche
| Pos | No | Pilota               | Costruttore          | Squadra                         | Tempo   | Gap   |
| --- | -- | -------------------- | -------------------- | ------------------------------- | ------- | ----- |
| 1   | 32 | Emerson Fittipaldi   | Lotus-Ford           | John Player Team Lotus          | 1:11.43 |       |
| 2   | 30 | Clay Regazzoni       | Ferrari              | Scuderia Ferrari SpA SEFAC      | 1:11.58 | +0.15 |
| 3   | 9  | Denny Hulme          | McLaren-Ford         | Yardley Team McLaren            | 1:11.80 | +0.37 |
| 4   | 29 | Jacky Ickx           | Ferrari              | Scuderia Ferrari SpA SEFAC      | 1:11.84 | +0.41 |
| 5   | 8  | François Cevert      | Tyrrell-Ford         | Elf Team Tyrrell                | 1:11.93 | +0.50 |
| 6   | 23 | Jean-Pierre Beltoise | BRM                  | Marlboro BRM                    | 1:12.12 | +0.69 |
| 7   | 10 | Peter Revson         | McLaren-Ford         | Yardley Team McLaren            | 1:12.19 | +0.76 |
| 8   | 34 | Mike Hailwood        | Surtees-Ford         | Brooke Bond Oxo Team Surtees    | 1:12.35 | +0.92 |
| 9   | 19 | Carlos Reutemann     | Brabham-Ford         | Motor Racing Developments Ltd   | 1:12.50 | +1.07 |
| 10  | 36 | Andrea De Adamich    | Surtees-Ford         | Ceramica Pagnossin Team Surtees | 1:12.54 | +1.11 |
| 11  | 16 | Carlos Pace          | March-Ford           | Team Williams Motul             | 1:12.64 | +1.21 |
| 12  | 33 | Dave Walker          | Lotus-Ford           | John Player Team Lotus          | 1:12.76 | +1.33 |
| 13  | 5  | Chris Amon           | Matra                | Equipe Matra Sports             | 1:12.80 | +1.37 |
| 14  | 11 | Ronnie Peterson      | March-Ford           | STP March Racing Team           | 1:13.00 | +1.57 |
| 15  | 25 | Howden Ganley        | BRM                  | Marlboro BRM                    | 1:13.01 | +1.58 |
| 16  | 17 | Graham Hill          | Brabham-Ford         | Motor Racing Developments Ltd   | 1:13.10 | +1.67 |
| 17  | 24 | Peter Gethin         | BRM                  | Marlboro BRM                    | 1:13.15 | +1.72 |
| 18  | 18 | Wilson Fittipaldi    | Brabham-Ford         | Motor Racing Developments Ltd   | 1:13.20 | +1.77 |
| 19  | 15 | Henri Pescarolo      | March-Ford           | Team Williams Motul             | 1:13.40 | +1.97 |
| 20  | 6  | Rolf Stommelen       | Eifelland March-Ford | Team Eifelland Caravans         | 1:13.43 | +2.00 |
| 21  | 35 | Tim Schenken         | Surtees-Ford         | Team Surtees                    | 1:13.60 | +2.17 |
| 22  | 14 | Mike Beuttler        | March-Ford           | Clarke-Mordaunt-Guthrie Racing  | 1:13.70 | +2.27 |
| 23  | 27 | Helmut Marko         | BRM                  | Austria Marlboro BRM            | 1:14.10 | +2.67 |
| 24  | 22 | Nanni Galli          | Tecno                | Martini Racing Team             | 1:14.60 | +3.17 |
| 25  | 12 | Niki Lauda           | March-Ford           | STP March Racing Team           | 1:16.50 | +5.07 |
| 26  | 26 | Vern Schuppan        | BRM                  | Marlboro BRM                    | 1:16.90 | +5.47 |

## Gara
| Pos | No | Pilota               | Costruttore          | Giri | Tempo/Ritiro        | Pos. Griglia | Punti |
| --- | -- | -------------------- | -------------------- | ---- | ------------------- | ------------ | ----- |
| 1   | 32 | Emerson Fittipaldi   | Lotus-Ford           | 85   | 1:44:07.3           | 1            | 9     |
| 2   | 8  | François Cevert      | Tyrrell-Ford         | 85   | + 26.6              | 5            | 6     |
| 3   | 9  | Denny Hulme          | McLaren-Ford         | 85   | + 58.1              | 3            | 4     |
| 4   | 34 | Mike Hailwood        | Surtees-Ford         | 85   | + 1:12.0            | 8            | 3     |
| 5   | 16 | Carlos Pace          | March-Ford           | 84   | + 1 Giro            | 11           | 2     |
| 6   | 5  | Chris Amon           | Matra                | 84   | + 1 Giro            | 13           | 1     |
| 7   | 10 | Peter Revson         | McLaren-Ford         | 83   | + 2 Giri            | 7            |       |
| 8   | 25 | Howden Ganley        | BRM                  | 83   | + 2 Giri            | 15           |       |
| 9   | 11 | Ronnie Peterson      | March-Ford           | 83   | + 2 Giri            | 14           |       |
| 10  | 27 | Helmut Marko         | BRM                  | 83   | + 2 Giri            | 23           |       |
| 11  | 6  | Rolf Stommelen       | Eifelland March-Ford | 83   | + 2 Giri            | 20           |       |
| 12  | 12 | Niki Lauda           | March-Ford           | 82   | + 3 Giri            | 25           |       |
| 13  | 19 | Carlos Reutemann     | Brabham-Ford         | 81   | + 4 Giri            | 9            |       |
| 14  | 33 | Dave Walker          | Lotus-Ford           | 79   | + 6 Giri            | 12           |       |
| Ret | 17 | Graham Hill          | Brabham-Ford         | 73   | Sospensione         | 16           |       |
| NC  | 15 | Henri Pescarolo      | March-Ford           | 59   | Non Classificato    | 19           |       |
| Ret | 30 | Clay Regazzoni       | Ferrari              | 57   | Incidente           | 2            |       |
| Ret | 36 | Andrea De Adamich    | Surtees-Ford         | 55   | Motore              | 10           |       |
| Ret | 22 | Nanni Galli          | Tecno                | 54   | Incidente           | 24           |       |
| Ret | 29 | Jacky Ickx           | Ferrari              | 47   | Iniezione           | 4            |       |
| Ret | 14 | Mike Beuttler        | March-Ford           | 31   | Trasmissione        | 22           |       |
| Ret | 18 | Wilson Fittipaldi    | Brabham-Ford         | 28   | Cambio              | 18           |       |
| Ret | 24 | Peter Gethin         | BRM                  | 27   | Pompa della benzina | 17           |       |
| Ret | 23 | Jean-Pierre Beltoise | BRM                  | 15   | Surriscaldamento    | 6            |       |
| Ret | 35 | Tim Schenken         | Surtees-Ford         | 11   | Surriscaldamento    | 21           |       |
| DNS | 26 | Vern Schuppan        | BRM                  | 0    | Non partito         | 26           |       |

## Statistiche
Piloti
- 3ª vittoria per Emerson Fittipaldi
- 1º Gran Premio per Vern Schuppan

Costruttori
- 44° vittoria per la Lotus
- 1º Gran Premio per la Tecno

Motori
- 45ª vittoria per il motore Ford Cosworth

Giri al comando
- Clay Regazzoni (1-8)
- Emerson Fittipaldi (9-85)

## Classifiche

### Piloti
| Pos. | Pilota               | Punti |
| ---- | -------------------- | ----- |
| 1    | Emerson Fittipaldi   | 28    |
| 2    | Denny Hulme          | 19    |
| 3    | Jacky Ickx           | 16    |
| 4    | Jackie Stewart       | 12    |
| 5    | Jean-Pierre Beltoise | 9     |
| 6    | Clay Regazzoni       | 7     |
| 7    | François Cevert      | 6     |
| 8    | Peter Revson         | 6     |
| 9    | Andrea De Adamich    | 3     |
| 10   | Mario Andretti       | 3     |
| 11   | Mike Hailwood        | 3     |
| 12   | Ronnie Peterson      | 3     |
| 13   | Carlos Pace          | 3     |
| 14   | Brian Redman         | 2     |
| 15   | Tim Schenken         | 2     |
| 16   | Chris Amon           | 2     |
| 17   | Graham Hill          | 1     |

### Costruttori
| Pos. | Team         | Punti |
| ---- | ------------ | ----- |
| 1    | Lotus-Ford   | 28    |
| 2    | McLaren-Ford | 23    |
| 3    | Ferrari      | 19    |
| 4    | Tyrrell-Ford | 18    |
| 5    | BRM          | 9     |
| 6    | Surtees-Ford | 8     |
| 7    | March-Ford   | 6     |
| 8    | Matra        | 2     |
| 9    | Brabham-Ford | 1     |